# Milton Antognazza
Milton Jesús Antognazza Imas (San José de Mayo, 27 de julio de 1935 – Montevideo, Uruguay; 3 de enero de 2025) es un político uruguayo perteneciente al Frente Amplio.
Nacido en la ciudad de San José de Mayo, fue el hijo menor de Bonifacio Antogazza y Joaquina Imas. Estudió en el Colegio y Liceo Sagrada Familia y en el Liceo Departamental Instituto Dr. Alfonso Espínola. 
Se casó en primeras nupcias con Ana Ma. Pérez y tuvieron tres hijos: Bruno, Rosina y Rafael Antognazza. 
En su juventud se desempeñó como bancario en el Banco la Caja Obrera. Fue militante del gremio de bancarios AEBU y como jubilado se destacó como militante del CDA de jubilados bancarios. 
Militante en el Frente Amplio, sector Asamblea Uruguay, fue legislador suplente en varios períodos. En enero de 2013, al fallecer su esposa, la senadora Susana Dalmás, asume de manera efectiva la banca vacante. 